# مریم زهدی
مریم زهدی (زاده ۱۶ تیر ۱۳۵۲) روزنامه‌نگار، صداپیشه، نویسنده و یکی از مجریان فعلی شبکهٔ تلویزیونی بی‌بی‌سی فارسی و رادیو بی‌بی‌سی است.

## حرفه
مریم زهدی فعالیت مطبوعاتی خود را از سال ۱۳۷۱ در «ماهنامه تصویر» آغاز کرد. او بیش از ده سال است که در بی‌بی‌سی مشغول فعالیت بوده و سابقهٔ حضور در برنامه‌هایی در تلویزیون بی‌بی‌سی از قبیل نوبت شما، تماشا و دیدبان به عنوان مجری و برنامه‌هایی در رادیو بی‌بی‌سی از قبیل جام جهان‌نما به عنوان گوینده خبر، در کارنامه‌اش داشته‌است.

مریم کتاب اولش را با نام «ممنوعه با ماست» در سال ۱۳۸۳ به‌چاپ رساند و از چاپ مجموعهٔ دومش در سال ۱۳۸۶ با نام «نامه به روزهای نیمه رسمی» به علت سانسورهای بیش از حد منصرف شد.